# Telmo García
Telmo García (Madrid, 21 de junio de 1906 - Madrid, 7 de enero de 1972) era un ciclista español, que fue profesional entre 1923 y 1936. Su principal victoria fue el Campeonato de España de Ciclismo en Ruta de 1928.

## Palmarés
1923
- 2.º en el Campeonato de España en Ruta

1924
- 2.º en el Campeonato de España en Ruta

1925
- Clásica de los Puertos[1]
- 3 etapas a la Vuelta a Andalucía[1]
- 3.º en el Campeonato de España en Ruta

1927
- 2.º en el Campeonato de España en Ruta

1928
- Campeonato de España en ruta  [1]
- Clásica de los Puertos[1]

1930
- Fiestas de Vitoria[1]

1932
- Vuelta a Madrid